# Softcat
Softcat er en britisk udbyder af it-infrastruktur, der fokuserer på cloudbaserede løsninger. Den er baseret i Marlow, Buckinghamshire. Virksomheden blev etableret af Peter Kelly i 1993. De har kontorer i ni britiske byer og et kontor i Irland.